# Беннінгтон (Вермонт)
Беннінгтон (англ. Bennington) — місто (англ. town) в США, в окрузі Беннінґтон штату Вермонт. Населення — 15 333 особи (2020). Відоме ще як Південне Графство. Має три райони — Старий Беннігтон, Нижній Беннінгтон та Північний Беннінгтон.

## Історія
Місто було засноване 3 січня 1749 Беннінгом Вентвортом (1696—1770), губернатором Нью-Гемпшира. Назва місту було дано Венвортом на свою честь.
1932 року тут був заснований відомий Беннінгтон-коледж.

## Географічя
Через Беннінгтон протікає річка — Валумсек (англ. Walloomsac River) та її притоки. Основною притокою, яка також протікає через місто, є Роарінґ Бренч Валумсек Брук (англ. Roaring Branch Walloomsac Brook).

## Клімат
У Беннінгтоні континентальний клімат з холодною, сніжною зимою та жарким, вологим літом. Перший снігопад можливий вже на початку жовтня, останній ще у квітні. Взимку дмуть сильні вітру. Смерчі рідкісні, 31 травня 1998 Північний Беннінгтон досягло торнадо.
Високий сніговий покрив, до одного фута снігу або більше, не рідкість. Протягом літніх місяців часті зливи та грози.
Максимальна температура влітку +370 С, спостерігалася двічі в 1955 і 1975 роках. Найнижча температура −32 ° С, спостерігалася 1976 року.

### Клімат
| Клімат : Беннінгтон            | Клімат : Беннінгтон | Клімат : Беннінгтон | Клімат : Беннінгтон | Клімат : Беннінгтон | Клімат : Беннінгтон | Клімат : Беннінгтон | Клімат : Беннінгтон | Клімат : Беннінгтон | Клімат : Беннінгтон | Клімат : Беннінгтон | Клімат : Беннінгтон | Клімат : Беннінгтон | Клімат : Беннінгтон |
| Показник                       | Січ.                | Лют.                | Бер.                | Квіт.               | Трав.               | Черв.               | Лип.                | Серп.               | Вер.                | Жовт.               | Лист.               | Груд.               | Рік                 |
| Абсолютний максимум, °C        | 16,1                | 17,2                | 27,2                | 31,1                | 32,2                | 33,9                | 36,7                | 36,7                | 35,6                | 28,9                | 25,6                | 18,9                | 36,7                |
| Середній максимум, °C          | −0,7                | 1,5                 | 6,6                 | 13,7                | 19,4                | 23,9                | 26,3                | 25,4                | 21,3                | 14,8                | 8,6                 | 2,1                 | 13,6                |
| Середній мінімум, °C           | −11,3               | −9,3                | −5,2                | 1,3                 | 6,3                 | 11,3                | 13,9                | 12,9                | 8,6                 | 2,4                 | −1,3                | −6,9                | 1,9                 |
| Абсолютний мінімум, °C         | −31,7               | −31,7               | −26,1               | −13,9               | −5                  | −1,7                | 3,3                 | 0,0                 | −4,4                | −8,9                | −18,3               | −28,9               | −31,7               |
| Норма опадів, мм               | 70                  | 57                  | 80                  | 83                  | 93                  | 105                 | 110                 | 102                 | 91                  | 94                  | 79                  | 71                  | 1034                |
| ------------------------------ | ------------------- | ------------------- | ------------------- | ------------------- | ------------------- | ------------------- | ------------------- | ------------------- | ------------------- | ------------------- | ------------------- | ------------------- | ------------------- |
| Джерело: NWS Office, Albany NY |                     |                     |                     |                     |                     |                     |                     |                     |                     |                     |                     |                     |                     |

## Демографія
Згідно з переписом 2010 року, у місті мешкали 15 764 особи в 6246 домогосподарствах у складі 3716 родин. Було 6763 помешкання
Расовий склад населення:
| - 95,9 % — білих - 1,2 % — чорних або афроамериканців - 0,8 % — азіатів - 0,3 % — корінних американців - 0,1 % — вихідців з тихоокеанських островів |

До двох чи більше рас належало 1,3 %. Частка іспаномовних становила 1,7 % від усіх жителів.
За віковим діапазоном населення розподілялося таким чином: 20,7 % — особи молодші 18 років, 61,3 % — особи у віці 18—64 років, 18,0 % — особи у віці 65 років та старші. Медіана віку мешканця становила 40,8 року. На 100 осіб жіночої статі у місті припадало 88,0 чоловіків; на 100 жінок у віці від 18 років та старших — 84,8 чоловіків також старших 18 років.
Середній дохід на одне домашнє господарство становив 62 990 доларів США (медіана — 46 337), а середній дохід на одну сім'ю — 72 572 долари (медіана — 56 802). Медіана доходів становила 37 906 доларів для чоловіків та 33 677 доларів для жінок. За межею бідності перебувало 18,3 % осіб, у тому числі 30,5 % дітей у віці до 18 років та 8,8 % осіб у віці 65 років та старших.
Цивільне працевлаштоване населення становило 7039 осіб. Основні галузі зайнятості: освіта, охорона здоров'я та соціальна допомога — 30,9 %, виробництво — 15,1 %, роздрібна торгівля — 14,5 %.

## Відомі жителі
Джон Едісон — композитор, автор музики до кінофільмів «Міст занадто далеко», «Недосяжний» і ще понад 60 фільмів (помер 7 грудня 1998 в Беннінгтоні).
- Саймон Фрейзер — підприємець, дослідник та засновник поселень колоністів у Північній Америці (н. 20 травня 1776 поблизу Беннінгтона).
- Синтія Гібб — американська актриса (н. 14 грудня 1963 в Беннінгтоні)
- Ендрю Ньюелл — американський спортсмен-лижник (н. 30 листопада 1984 в Беннінгтоні)